# Middlebridge Racing
Middlebridge Racing – były brytyjski zespół wyścigowy, funkcjonujący w latach 1986–1990.

## Historia
Zespół został założony przez Kojiego Nakauchiego, właściciela japońskiej firmy inżynieryjnej Middlebridge Group Limited. W 1987 roku zespół próbował wynająć Benettona B186-BMW, zatrudnić Emanuele Pirro i wejść do Formuły 1, ale w związku z faktem, że wynajęcie samochodu od obcego zespołu naruszałoby warunki Porozumienia Concorde, Middlebridge nie zadebiutował w Formule 1. W tym samym roku Middlebridge zadebiutował w Formule Ford 2000 i odniósł trzy zwycięstwa. W latach 1988–1989 zespół ścigał się w Formule 3, a jego kierowcami byli John Alcorn, Phil Andrews i Arnoud Guiot. W roku 1988 Andrews w barwach Middlebridge nie zakwalifikował się do jednego wyścigu Międzynarodowej Formuły 3000. W sezonie 1989 Middlebridge kontynuował ściganie się w Międzynarodowej Formule 3000, a jego kierowcami byli Andrews i Mark Blundell; Blundell podczas wyścigu na torze Silverstone zdobył trzecie miejsce. Rok później w Formule 3000 w Middlebridge, używającego zupełnie nowych silników Ford rozwijanych przez Tickford, ścigali się Gary Brabham i Damon Hill. Po roku 1990 Middlebridge Racing zakończył działalność. Także w 1990 roku Middlebridge Group za pożyczone od Landhurst Leasing milion funtów nabyła zespół Formuły 1 Brabham, którego właścicielem była do jego upadku w 1992 roku.

## Wyniki w Formule 3000
| Legenda oznaczeń w tabelach wyników Wyświetl szablon na nowej stronie | Legenda oznaczeń w tabelach wyników Wyświetl szablon na nowej stronie                                                                     |
| Oznaczenie                                                            | Wyjaśnienie |
| --------------------------------------------------------------------- | --- |
| Złoty                                                                 | Zwycięzca lub mistrzostwo |
| Srebrny                                                               | 2. miejsce lub wicemistrzostwo |
| Brązowy                                                               | 3. miejsce lub II wicemistrzostwo |
| Zielony                                                               | Ukończył, punktował (w klasyfikacji generalnej, gdy zdobył co najmniej jeden punkt na przestrzeni sezonu, poza trzema powyższymi opcjami) |
| Niebieski                                                             | Ukończył, nie punktował (w klasyfikacji generalnej, gdy nie zdobył co najmniej jednego punktu na przestrzeni sezonu)                      |
| Czerwony                                                              | Nie zakwalifikował się (NZ) |
| Czerwony                                                              | Nie prekwalifikował się (NPK) |
| Różowy                                                                | Nie ukończył (NU) |
| Różowy                                                                | Niesklasyfikowany (NS) (w klasyfikacji generalnej, gdy nie został sklasyfikowany w żadnym wyścigu sezonu)                                 |
| Czarny                                                                | Zdyskwalifikowany (DK) |
| Czarny                                                                | Wykluczony (WYK/EX) |
| Biały                                                                 | Nie wystartował (NW) |
| Biały                                                                 | Kontuzjowany (K/INJ) |
| Biały                                                                 | Wyścig odwołany (OD/C) |
| Bez koloru                                                            | Został wycofany (WYC/WD) |
| Bez koloru                                                            | Nie przybył (NP/DNA) |
| Bez koloru                                                            | Nie brał udziału w treningach (NT/DNP) |
| Bez koloru                                                            | Nie został zgłoszony (–) |
| Pogrubienie                                                           | Start z pole position |
| Kursywa                                                               | Najszybsze okrążenie wyścigu |
| †                                                                     | Nie ukończył, ale jego rezultat został zaliczony ze względu na przejechanie więcej niż 90% dystansu wyścigu.                              |
| *                                                                     | Sezon w trakcie |
| 1/2/3                                                                 | Punktowana pozycja w sprincie kwalifikacyjnym                                                                                             |
| Lista systemów punktacji Formuły 1                                    | |

| Sezon | Samochód    | Silnik | Opony | Kierowcy      | 1   | 2   | 3   | 4   | 5   | 6   | 7   | 8   | 9   | 10  | 11  | Pkt.* | Msc.* |
| ----- | ----------- | ------ | ----- | ------------- | --- | --- | --- | --- | --- | --- | --- | --- | --- | --- | --- | ----- | ----- |
| 1988  | March 87B   | Ford   | A     |               | JER | VAL | PAU | SIL | MON | PER | BRA | BIR | LEM | ZOL | DIJ | 0     | NS    |
| 1988  | March 87B   | Ford   | A     | Phil Andrews  |     |     |     |     |     |     |     | NZ  |     |     |     | 0     | NS    |
| 1989  | Reynard 89D | Ford   | A     |               | SIL | VAL | PAU | JER | PER | BRA | BIR | SPA | LEM | DIJ |     | 8     | 11    |
| 1989  | Reynard 89D | Ford   | A     | Mark Blundell | 3   | NU  | 6   | NZ  | NU  | NU  | 5   | NW  | NU  | 6   |     | 8     | 11    |
| 1989  | Reynard 89D | Ford   | A     | Phil Andrews  | 7   | NU  | NZ  | 11  | NU  | 10  | 7   | NU  | 12  | NU  |     | 0     | 21    |
| 1990  | Lola T90/50 | Ford   | A     |               | DON | SIL | PAU | JER | MON | PER | HOC | BRA | BIR | LEM | NOG | 8     | 11    |
| 1990  | Lola T90/50 | Ford   | A     | Gary Brabham  |     | NU  | NZ  | 12  | 3   | 3   | 14  | 8   | NZ  | 8   | 11  | 8     | 11    |
| 1990  | Lola T90/50 | Ford   | A     | Damon Hill    | NZ  | NU  | NU  | 7   | 11  | NU  | NU  | 2   | NU  | NU  | 10  | 6     | 13    |

* Podano miejsce i liczbę punktów danego kierowcy w klasyfikacji kierowców. Punktów w klasyfikacji zespołów nie przyznawano.